# Франс Г. Хуком
Фредерикус (Франс) Герардус Хуком  (28. септембар 1915 – 3. јул 1989)  био је индонежански фудбалски одбрамбени играч који је играо за Холандске Источне Индије на Светском првенству у фудбалу 1938. године. Такође је играо за Спарту Бандунг.